# Lijst van werken van Andrea Mantegna
Deze lijst geeft een overzicht van de werken van de Italiaanse renaissanceschilder Andrea Mantegna.

## Schilderijen
| Afbeelding | Titel                                                                             | Datering      | Techniek                                 | Afmetingen h × b cm | Collectie                            | Opm.                                                                                |
| ---------- | --------------------------------------------------------------------------------- | ------------- | ---------------------------------------- | ------------------- | ------------------------------------ | ----------------------------------------------------------------------------------- |
|            | Sint-Marcus                                                                       | 1448          | tempera op doek                          | 82 × 63,5           | Frankfurt am Main, Städel Museum     | Gesigneerd en gedateerd                                                             |
|            | Heilige Hiëronymus in de woestijn                                                 | ca. 1448–1451 | tempera op paneel                        | 48 × 36             | São Paulo, São Paulo Museum of Art   |                                                                                     |
|            | Aanbidding door de herders                                                        | ca. 1451–1453 | tempera op paneel (overgebracht op doek) | 40 × 55,6           | New York, Metropolitan Museum of Art |                                                                                     |
|            | Polyptiek met de evangelist Lucas                                                 | 1453-1454     | tempera op paneel                        | 177 × 230           | Milaan, Pinacoteca di Brera          |                                                                                     |
|            | Heilige Euphemia                                                                  | 1454          | lijmverf op doek                         | 171 × 78            | Napels, Museo di Capodimonte         |                                                                                     |
|            | Het martelaarschap van de heilige Christoffel: frescocyclus in de Capella Ovetari | 1454-1457     | fresco                                   | breedte: 664        | Padua, Chiesa degli Eremitani        | Ontsnapt aan het bombardement van 1944                                              |
|            | Het leven van Jakobus de Meerdere: frescocyclus in de Capella Ovetari             | 1448-1457     | fresco                                   |                     | Padua, Chiesa degli Eremitani        | Grotendeels verwoest bij een geallieerd bombardement in 1944; gerestaureerd in 2006 |
|            | Presentatie in de tempel                                                          | ca. 1455      | tempera op paneel                        | 68,9 × 86,3         | Berlijn, Gemäldegalerie              |                                                                                     |
|            | Madonna met kind tussen de heiligen Hiëronymus en Lodewijk                        | ca. 1455      | tempera op paneel                        | 69 × 44             | Parijs, Musée Jacquemart-André       | Toegeschreven aan                                                                   |
|            | Kruisiging                                                                        | 1457–1459     | tempera op paneel                        | 67 × 93             | Parijs, Louvre                       |                                                                                     |
|            | Gebed op de Olijfberg                                                             | ca. 1459      | tempera op paneel                        | 63 × 80             | Londen, National Gallery             |                                                                                     |
|            | Portret van kardinaal Ludovico Trevisan                                           | ca. 1459–1460 | tempera op paneel                        | 44 × 33             | Berlijn, Gemäldegalerie              |                                                                                     |
|            | Heilige Bernardinus van Siena met twee engelen (toegeschreven)                    | 1460          | tempera op doek                          | 385 × 220           | Milaan, Pinacoteca di Brera          |                                                                                     |
|            | Portret van een man                                                               | ca. 1460–1470 | tempera op paneel                        | 24,2 × 19           | Washington, National Gallery of Art  |                                                                                     |
|            | Portret van Francesco Gonzaga                                                     | ca. 1461      | tempera op paneel                        | 25 × 18             | Napels, Museo di Capodimonte         |                                                                                     |
|            | Maria met slapend Kind                                                            | ca. 1465–1470 | lijmverf op doek                         | 43 × 32             | Berlijn, Gemäldegalerie              |                                                                                     |
|            | Sint-Joris                                                                        | ca. 1460      | tempera op paneel                        | 66 × 32             | Venetië, Gallerie dell'Accademia     |                                                                                     |
|            | Altaarstuk van San Zeno                                                           | 1457–1460     | tempera op paneel                        | 480 × 450           | Verona, San Zeno Maggiore            |                                                                                     |
|            | Heilige Sebastiaan                                                                | ca. 1457–1459 | tempera op paneel                        | 68 × 30             | Wenen, Kunsthistorisches Museum      |                                                                                     |
|            | Christus met de ziel van de Maria                                                 | 1462          | tempera op paneel                        | 27,5 × 17,5         | Ferrara, Pinacoteca Nazionale        |                                                                                     |
|            | Sterfbed van Maria                                                                | ca. 1461      | tempera op paneel                        | 54 × 42             | Madrid, Museo del Prado              |                                                                                     |
|            | Hemelvaart                                                                        | 1462          | tempera op paneel                        | 86 × 42,5           | Florence, Uffizi                     |                                                                                     |
|            | Aanbidding door de koningen                                                       | 1462          | tempera op paneel                        | 76 × 76,5           | Florence, Uffizi                     | De drie panelen waren waarschijnlijk niet oorspronkelijk als triptiek bedoeld.      |
|            | Besnijdenis                                                                       | 1462-1464     | tempera op paneel                        | 86 × 42,5           | Florence, Uffizi                     |                                                                                     |
|            | Portret van Carlo de' Medici                                                      | ca. 1459–1466 | tempera op paneel                        | 40,6 × 29,5         | Florence, Uffizi                     |                                                                                     |
|            | Camera degli Sposi                                                                | 1465-1474     | fresco                                   |                     | Mantua, Palazzo Ducale               |                                                                                     |
|            | Heilige Sebastiaan                                                                | 1480          | lijmverf op doek                         | 255 × 140           | Parijs, Louvre                       |                                                                                     |
|            | Madonna van de cherubijnen                                                        | ca. 1485      | tempera op paneel                        | 88 × 70             | Milaan, Pinacoteca di Brera          |                                                                                     |
|            | Triomfen van Caesar (9 doeken)                                                    | 1485-1506     | lijmverf op doek                         | elk doek: 268 × 278 | Hampton Court Palace                 |                                                                                     |
|            | Bewening van de dode Christus                                                     | ca. 1490      | tempera op doek                          | 68 × 81             | Milaan, Pinacoteca di Brera          |                                                                                     |
|            | Madonna bij de steengroeve                                                        | 1489–1490     | tempera op paneel                        | 32 × 29,6           | Florence, Uffizi                     |                                                                                     |
|            | Christus als de lijdende verlosser                                                | 1488–1500     | tempera op paneel                        | 78 × 48             | Kopenhagen, Statens Museum for Kunst |                                                                                     |
|            | Heilige Sebastiaan                                                                | 1490          | tempera op doek                          | 68 × 30             | Venetië, Ca' d'Oro                   |                                                                                     |
|            | Madonna della Vittoria                                                            | 1495          | tempera op doek                          | 285 × 168           | Parijs, Louvre                       |                                                                                     |
|            | Ecce homo                                                                         | 1500          | tempera op doek                          | 54 × 72             | Parijs, Musée Jacquemart-André       |                                                                                     |
|            | Heilige Familie met Anna en Johannes de Doper                                     | ca. 1495–1500 | tempera op doek                          | 75,5 × 61,5         | Dresden, Gemäldegalerie Alte Meister |                                                                                     |
|            | Judith en Holofernes                                                              | 1495          | tempera op paneel                        |                     | Washington, National Gallery of Art  |                                                                                     |
|            | Trivulzio-Madonna                                                                 | 1497          | tempera op doek                          | 287 × 214           | Milaan, Castello Sforzesco           |                                                                                     |
|            | Parnassus (Mars and Venus)                                                        | 1497          | tempera en goud op doek                  | 160 × 192           | Parijs, Louvre                       |                                                                                     |
|            | Minerva verjaagt de ondeugden uit de Tuin van de Deugd                            | ca. 1502      | tempera op doek                          | 160 × 192           | Parijs, Louvre                       |                                                                                     |
|            | Opstanding van Christus                                                           | ca. 1500      | tempera op paneel                        | 48 × 37             | Bergamo, Accademia Carrara           | Vormt een geheel met de Afdaling                                                    |
|            | Afdaling van Christus in het voorgeborchte                                        | ca. 1500      | tempera op paneel                        | 38,8 × 42,3         | Privéverzameling                     | Vormt een geheel met de Opstanding                                                  |

## Gravures

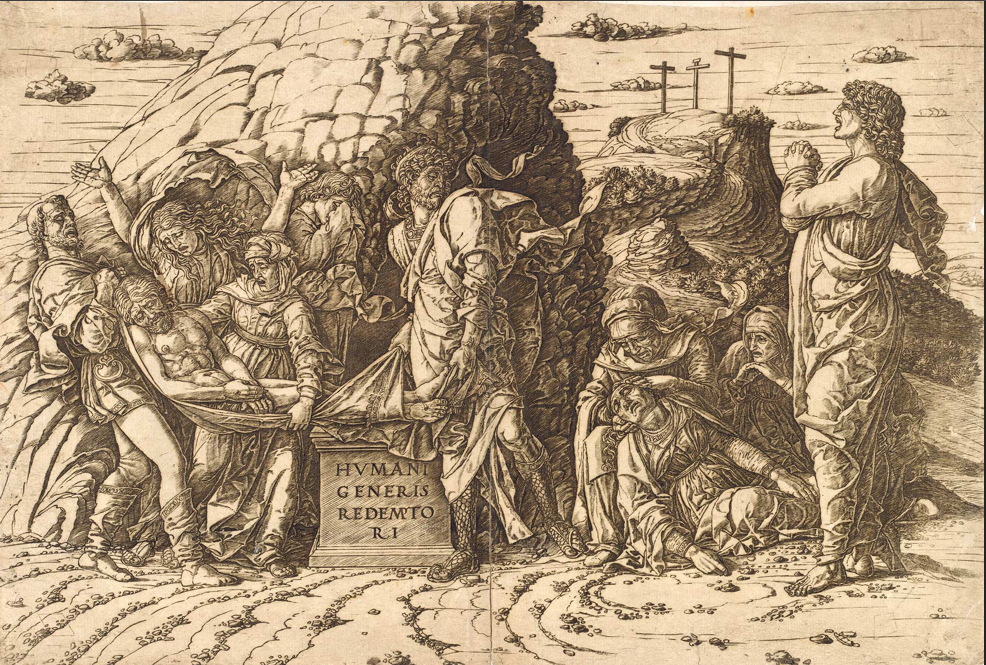
Graflegging, ca. 1470-1475, 29,9 x 44,2 cm
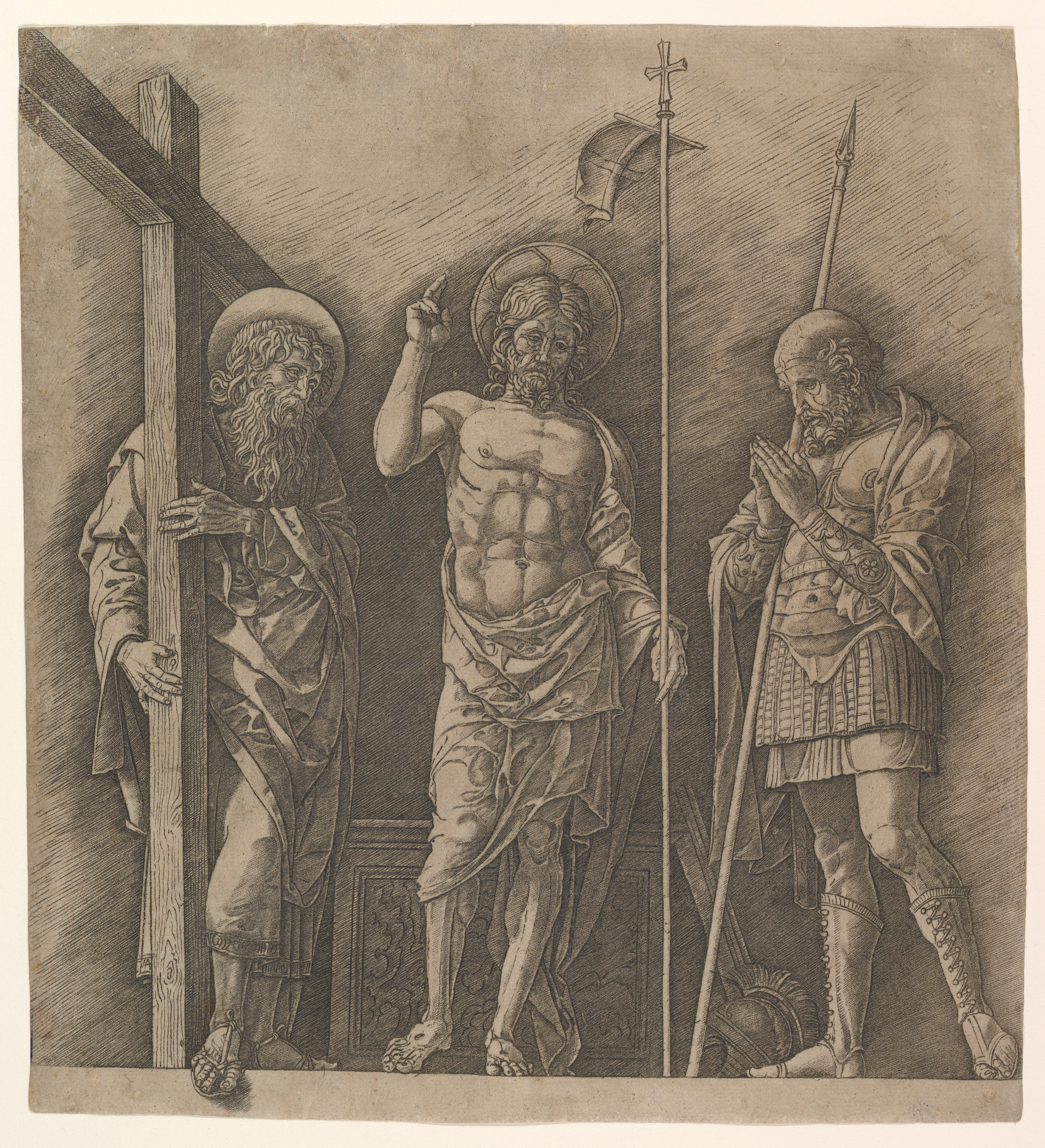
Opstanding met de heiligen Andreas en Longinus, ca. 1470-1475, 31,5 x 27,9 cm
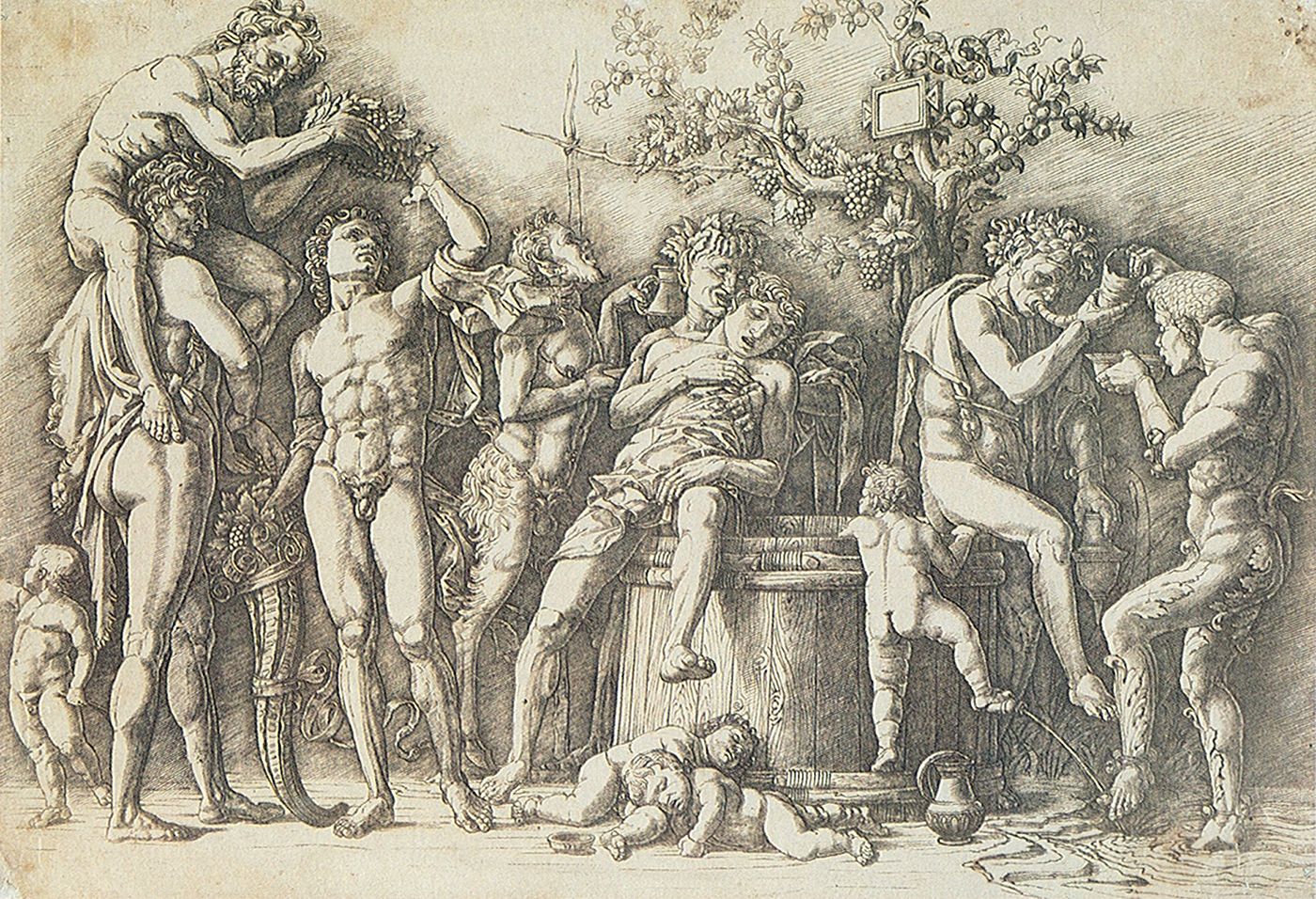
Bacchanaal met wijnvat, voor 1481, 29,9 × 41,7 cm
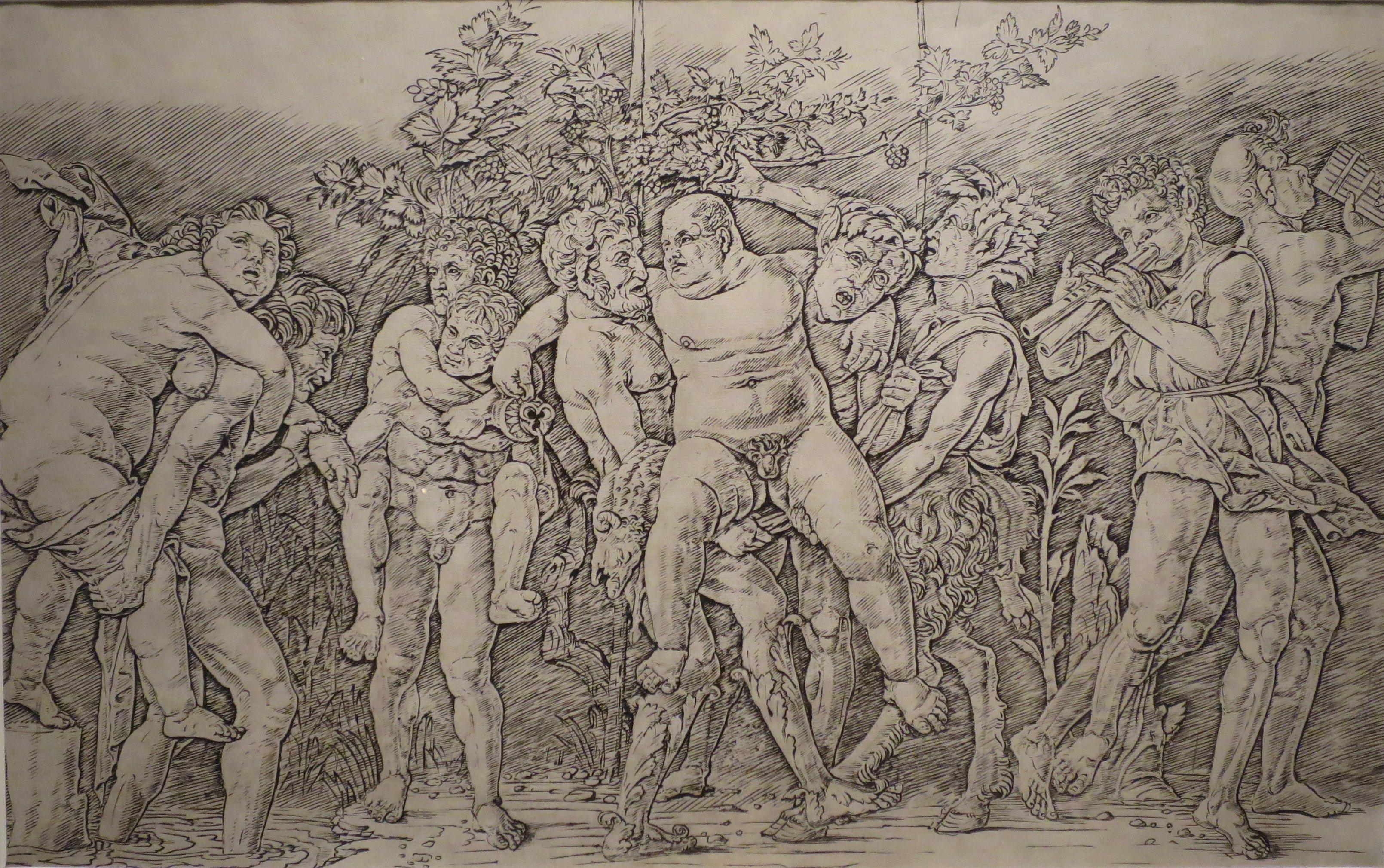
Bacchanaal met Silenus, voor 1481, 29,9 × 41,7 cm
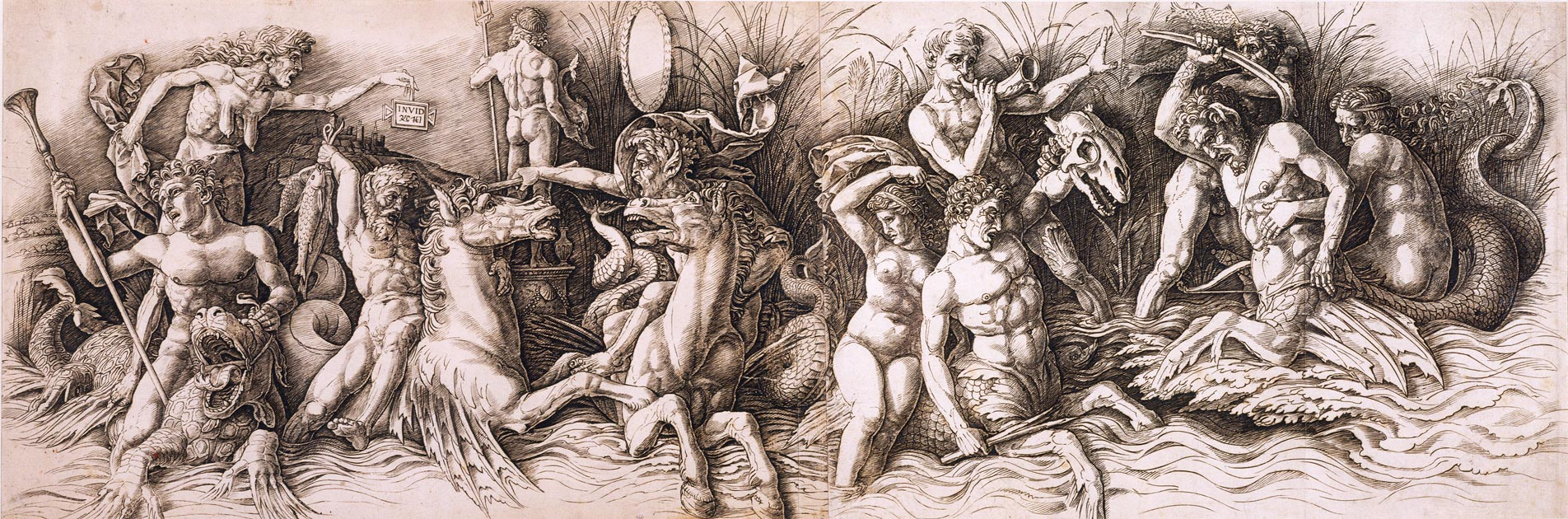
Gevecht tussen de zeegoden (in 2 delen), voor 1481, 28,3 × 82,6 cm
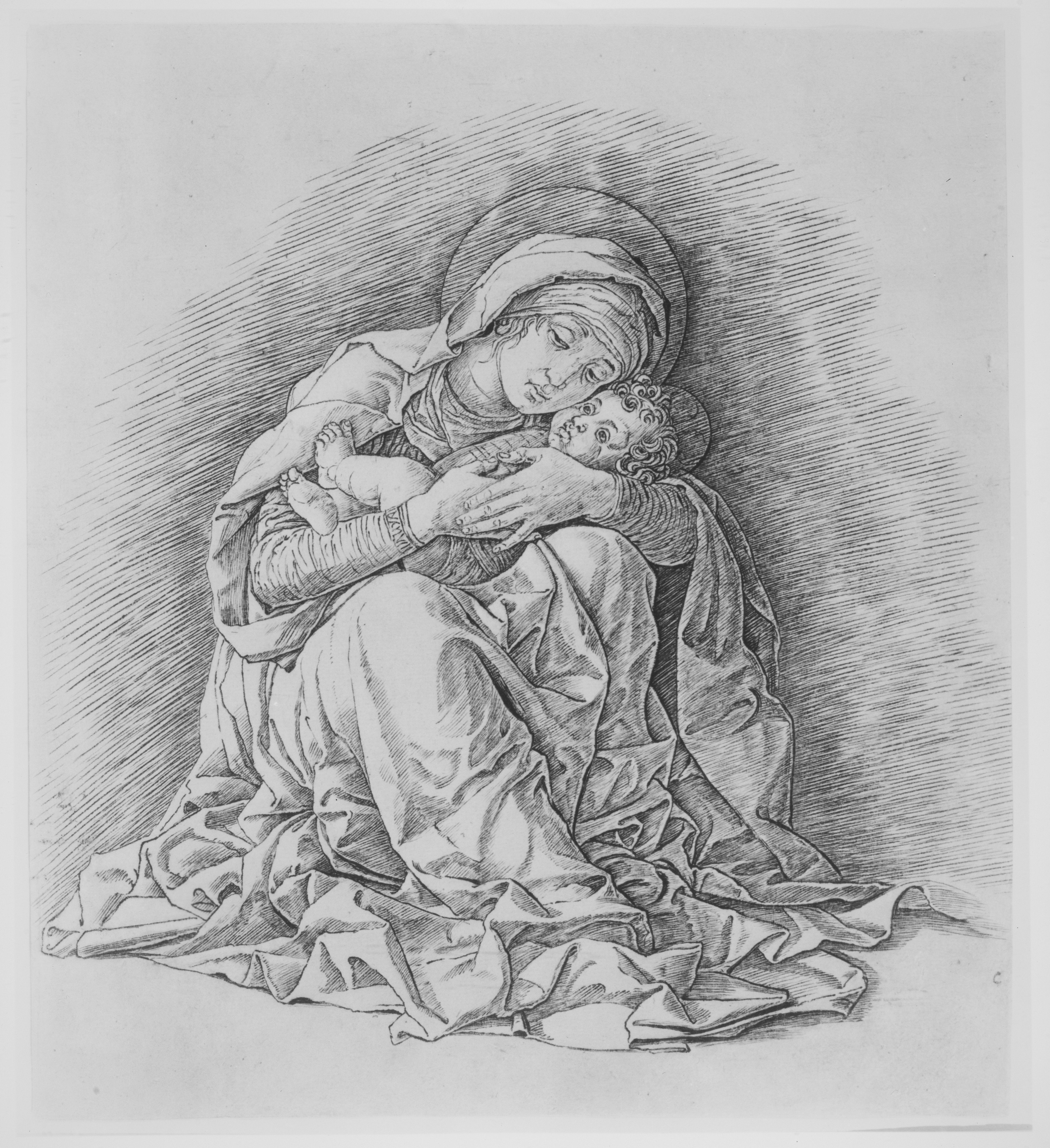
Madonna van de nederigheid, ca. 1490, 26,6 x 23,2 cm